# Òscar Cabanas
Òscar Cabanas Quintela (Lugo, 17 juni 1991) is een Andorrees wielrenner en gravelrijder die in 2017 reed voor Massi-Kuwait Cycling Project.

## Carrière
In 2016 werd Cabanas vierde op het nationale kampioenschap tijdrijden. Anderhalve maand later nam hij deel aan het eerste Europese kampioenschap voor eliterenners. Hier eindigde hij op plek 37 in de tijdrit en reed hij de wegwedstrijd niet uit.
In 2017 voegde hij zich bij Massi-Kuwait Cycling Project, waar zijn landgenoot Julio Pintado sinds juli van het jaar ervoor al onder contract stond. In 2025 nam hij deel aan de eerste editie van de Andorra MoraBanc Clàssica, die hij niet uitreed.

## Overwinningen
2017
 Andorrees kampioen op de weg, Elite

## Ploegen
- 2017 –  Massi-Kuwait Cycling Project